# Legio II Herculia
Legio II Herculia (Легіон II Геркулія) — римський легіон часів пізньої імперії. Отримав назву на честь імператора Максиміана Геркулія. У 305 році отримав почесне звання Fidelis (Надійний).

## Історія
Створено Діоклетіаном, який дав йому ім'я свого співправителя Максиміана. Звитяжив під час східних походів Діоклетіана та Максиміана. Відповідно до Вегеція отримав прізвисько «Маттіобарбул», за вправність його вояків володіти зброєю маттіобарбула.
Цей легіон разом з I Jovia розташовано на Дунаї для посилення його залог. Місцем стоянки легіону тривалий час був Новіодун (провінція Скифія Мала, сучасна Румунія). Згодом він помінявся місцями з I Jovia і зайняв його табір в Трезмісі, де стояв у IV столітті.
У 296–298 роках вексиляції легіону брали участь в поході  Галерія у Персію. Дві когорти (VII та X) легіону у 298–299 роках перебували в Мавретанії Цезарейській — у м. Сетіф, де допомагав імператору Максиміану придушувати повстання місцевих племен. Легіонери спорудили пам'ятник Митрі у Сетіфі.
У 300 році за наказом Валерія Максиміана вексиларії легіону вирушили до Херсонеса таврійського для захисту від нападу кочових племен, зокрема сарматів та готів. Тут до 350 року вони забезпечували також кордони й Боспорського царства.
Список почесних посад (Notitia Dignitatum) інформує про численні підрозділи цього легіону: одне в Аксіуполі (Axiupolis), інше в Інплатейпегіях (Inplateypegii). Herculani Seniores Італії та Herculani Juniores Сходу — це також війська, що були частинами цього легіону, але розташовувалися в Італії та східній частині Малої Азії відповідно. Основні частини охороняли кордони Дунаю й підкорялися дуксу Скифії.